# Roman Kostrzewski (sędzia piłkarski)
Roman Kostrzewski (ur. 16 kwietnia 1947, zm. 12 stycznia 2025) – polski sędzia piłkarski. 

## Życiorys
W latach 1978-1995 jako sędzia prowadził mecze ówczesnej I ligi (wówczas najwyższa klasa rozgrywkowa) oraz 2 ligi. Łącznie na dwóch najwyższych szczeblach rozgrywkowych w Polsce poprowadził 350 meczów. Był również arbitrem głównym dwóch finałów Pucharu Polski i trzech superpucharów. W czasie swojej kariery sędziowskiej poprowadził niespełna 2500 spotkań.
Po zakończeniu pracy sędziowskiej, pozostawał obserwatorem na szczeblu centralnym i wojewódzkim, a także członkiem zarządu Bydgoskiego Okręgowego Związku Piłki Nożnej. Był również działaczem Polonii Bydgoszcz, w której pracował jako przewodniczący sekcji piłki nożnej.
Dwukrotnie był laureatem plebiscytu „Kryształowy Gwizdek” katowicki „Sport”. Otrzymał także tytuł „Sędziego Roku” w plebiscycie tygodnika „Piłka Nożna”.
Został pochowny na Cmentarzu Komunalnym w Bydgoszczy przy ul. Kcyńskiej.